# Oceans of Time
Oceans of Time – siódmy album studyjny niemieckiego gitarzysty heavymetalowego Axela Rudiego Pella. Wydawnictwo ukazało się 21 sierpnia 1998 roku nakładem wytwórni płytowej Steamhammer. Nagrania zostały zarejestrowane między marcem a czerwcem 1998 roku w RA.SH Studio w Gelsenkirchen we współpracy z Ullim Pösseltem.

## Lista utworów
Opracowano na podstawie materiału źródłowego.
1. "Slaves of the Twilight" (utwór instrumentalny) – 1:50
2. "Pay the Price" – 6:17
3. "Carousel" – 8:01
4. "Ashes from the Oath" – 9:36
5. "Ride the Rainbow" – 4:55
6. "The Gates of the Seven Seals" – 10:37
7. "Oceans of Time" – 7:47
8. "Prelude to the Moon (Opus #3, Menuetto prelugio)" (utwór instrumentalny) – 5:04
9. "Living on the Wildside" – 4:53
10. "Holy Creatures" – 6:34

Autorem wszystkich utworów jest Axel Rudi Pell.

## Twórcy
Opracowano na podstawie materiału źródłowego.

- Axel Rudi Pell – gitara, produkcja
- Johnny Gioeli – śpiew
- Ferdy Doernberg – instrumenty klawiszowe
- Volker Krawczak – gitara basowa
- Jörg Michael – perkusja
- Ulli Pösselt – produkcja, inżynieria dźwięku, miksowanie
- Ulf Horbelt – mastering
- Marc Klinnert – okładka
- Volker Beushausen – zdjęcia